# ليون غيران
ليون غيران (بالفرنسية: Léon Guérin)‏ هو مؤرخ وشاعر فرنسي، ولد في 29 نوفمبر 1807، وتوفي في 1885.

## وصلات خارجية
- ليون غيران على موقع ميوزك برينز (الإنجليزية)